# La Route d'Eldorado
Pour les articles homonymes, voir Eldorado (homonymie).
Pour plus de détails, voir Fiche technique et Distribution.
La Route d'Eldorado (The Road to El Dorado) est un long métrage d'animation d'Éric Bergeron, sorti en 2000. C'est le quatrième long-métrage produit par DreamWorks Animation, et le deuxième à être réalisé en animation traditionnelle 2D après Le Prince d'Égypte.
L'histoire débute en 1519 à Séville (Espagne) où Tulio et Miguel, deux escrocs espagnols, viennent de gagner une partie de dés (en trichant) contre un homme qui a mis en jeu une carte censée mener à la légendaire cité de l'or : Eldorado, également recherchée par Hernán Cortés, le chef des conquistadors qui s'embarque le jour même pour le nouveau monde. Embarqués par erreur dans un de ses navires, Tulio et Miguel s'en échappent avec le cheval de Cortés (Altivo) et arrivent dans le nouveau monde après avoir dérivé durant plusieurs jours. Ils décident de chercher la cité de l'or malgré les dangers qui s'annoncent.
L'histoire est notamment inspirée par une nouvelle de Rudyard Kipling et son adaptation filmique par John Huston, L'Homme qui voulut être roi.

## Synopsis
En 1519 en Espagne, les escrocs Miguel et Tulio remportent une carte de la légendaire Cité d'Or, El Dorado, dans un pari de dés truqué (bien qu'ils gagnent ironiquement la carte après que Tulio ait reçu des dés normaux de l'un des adversaires). Une fois leur escroquerie révélée, les deux décident de simuler une dispute pour échapper aux gardes avant de se cacher dans des tonneaux. Mais leur cachette est embarquée sur l'un des navires dirigés par le conquistador Hernán Cortés pour le Nouveau Monde avant qu'ils puissent en sortir. En mer, ils sont attrapés et emprisonnés, mais se libèrent et volent une chaloupe avec l'aide du cheval maltraité de Cortés, Altivo.
Leur bateau atteint la terre, où Miguel commence à reconnaître les repères de la carte et convainc Tulio de trouver la cité pour ses trésors mais le bout du chemin les mène à un totem près d'une cascade que Tulio considère comme une impasse. Alors qu'ils se préparent à partir, ils rencontrent une femme indigène, Chel, poursuivie par des gardes. Lorsque les gardes voient Tulio et Miguel chevauchant Altivo comme les figures représentées sur le totem, ils les escortent ainsi que Chel jusqu'à une entrée secrète derrière les chutes, à El Dorado. Ils sont amenés aux anciens de la ville, au chef au bon cœur Tannabok et au grand prêtre Tzekel-Kan. Le duo est pris pour des dieux lorsqu'un volcan entre en éruption par coïncidence mais s'arrête simultanément lors d'une dispute entre eux et ils reçoivent des quartiers luxueux, ainsi que la charge de Chel. Elle découvre que les deux trompent son peuple, mais promet de garder le silence s'ils l'emmènent avec eux lorsqu'ils quittent la ville. Les deux sont comblés de cadeaux en or, mais désapprouvent la tentative de Tzekel-Kan de sacrifier un civil lors du rituel des dieux. Pendant ce temps, Cortés et ses hommes arrivent à terre.
Tulio et Miguel demandent à Tannabok de leur construire un bateau afin qu'ils puissent quitter la ville avec tous les cadeaux qui leur ont été offerts, sous prétexte qu'ils sont nécessaires dans «l'autre monde». Chel se rapproche romantiquement de Tulio, tandis que Miguel explore la ville malgré les conseils de Tulio, appréciant la vie paisible adoptée par les citoyens tous en découvrant que les habitants obéissent à des ordres trop stricts sans son accord; Lorsque Tzekel-Kan voit Miguel jouer au ballon avec des enfants, il insiste pour que les "dieux" démontrent leurs pouvoirs contre les meilleurs joueurs de la ville. Tulio et Miguel sont surpassés, mais Chel remplace le ballon par un tatou, leur permettant de gagner. Miguel refuse que soit effectué le rituel consistant à sacrifier l'équipe perdante et réprimande Tzekel-Kan, à l'approbation de la foule et gagnant le respect de Tannabok. Tzekel-Kan remarque cependant que Miguel a reçu une coupure pendant le jeu et se rend compte que les deux amis ne sont pas des dieux puisque les dieux ne saignent pas, d'où la raison des sacrifices. Par la suite, Miguel, qui a alors reconsidéré son départ de la ville à Tannabok, surprend Tulio dire à Chel qu'il aimerait qu'elle vienne avec eux en Espagne, avant d'ajouter qu'il aimerait qu'elle vienne spécifiquement avec lui et oublie Miguel - tendant la relation entre les deux. Lors d'une fête organisée pour eux, Miguel et Tulio commencent à se disputer à propos de la conversation de Tulio et Chel et du désir de Miguel de rester lorsque Tzekel-Kan conjure un jaguar de pierre géant pour les chasser dans toute la ville. Tulio et Miguel parviennent à déjouer le jaguar, le faisant tomber avec Tzekel-Kan dans un tourbillon géant, considéré par les indigènes comme l'entrée de Xibalba, le monde des esprits. Tzekel-Kan fait ensuite surface dans la jungle, où il rencontre Cortés et ses hommes. Croyant que Cortés est le vrai dieu, Tzekel-Kan propose de le conduire à El Dorado.
Miguel décide de rester dans la ville pendant que Tulio et Chel montent à bord du bateau terminé, avant de voir de la fumée à l'horizon et de réaliser que Cortés approche. Convaincu que la ville sera détruite si Cortés la découvre, Tulio suggère d'utiliser le bateau pour enfoncer les piliers rocheux sous la cascade et bloquer l'entrée principale de la ville, tout en sachant qu'ils perdront l'or dans le processus. Le plan réussit avec les citoyens tirant une statue dans le sillage du bateau pour lui donner suffisamment de vitesse. Comme la statue commence à tomber trop vite, Tulio a du mal à préparer la voile du bateau. Renonçant à sa capacité à rester dans la ville, Miguel et Altivo sautent sur le bateau pour aider Tulio à déployer les voiles, assurant que le bateau évite la statue à temps. Le groupe écrase avec succès le navire contre les piliers, provoquant un effondrement, tout en perdant tous leurs cadeaux dans le processus. Ils se cachent près du totem juste au moment où les hommes de Cortés et Tzekel-Kan arrivent. Lorsqu'ils trouvent l'entrée bloquée, Cortés qualifie Tzekel-Kan de menteur et fait demi-tour en le prenant comme esclave. Tulio et Miguel, bien que déçus d'avoir perdu l'or (ignorant qu'Altivo porte toujours les fers à cheval dorés dont il était équipé à El Dorado), ont apprécié le frisson de leur aventure et se dirigent dans une autre direction pour une nouvelle aventure avec Chel.

## Fiche technique
- Titre original : The Road to El Dorado
- Titre français : La Route d'Eldorado
- Réalisation : Éric Bergeron, Will Finn, Don Paul et David Silverman (réalisateur de séquences)
- Scénario : Ted Elliott et Terry Rossio au scénario, assisté de Karey Kirkpatrick pour les dialogues additionnels, ainsi que Tony Leondis au storyboard, sur une histoire de Philip Lazebnik
- Storyboard : Ronnie Del Carmen
- Musique : Hans Zimmer et John Powell (additionnelle : Klaus Badelt, Geoff Zanelli et Heitor Pereira)
- Chansons : Elton John, Tim Rice (paroles)
- Pays de production :  États-Unis
- Société de production : DreamWorks Animation
- Société de distribution : DreamWorks SKG, United International Pictures
- Langue originale : anglais
- Budget : 95 millions de dollars[2]
- Box-office : 76.43 millions de dollars (rentabilité : 81 %)
- Durée : 89 minutes
- Dates de sortie :
  - États-Unis : 31 mars 2000
  - France : 25 octobre 2000

## Distribution
| - Kevin Kline : Tulio - Kenneth Branagh : Miguel - Rosie Perez : Chel - Jim Cummings : Hernán Cortés, le conquistador espagnol - Armand Assante : Tzekel- Khan, le grand prêtre chibchas - Edward James Olmos : Tannabok, le Chef chibchas et le père de Chel - Tobin Bell : Zaragoza - Frank Welker : Altivo, le cheval - Duncan Marjoribanks : l'acolyte - Jeff Bennett : Monopoly Man - Jennifer Seguin : Old Woman - Jerry Orbach : Old Man - Elton John : chanteur | - José Garcia : Tulio - Antoine de Caunes : Miguel (Vincent Ropion au chant) - Victoria Abril : Chel - Richard Darbois : Hernán Cortés, le conquistador espagnol - Féodor Atkine : Tzekel- Khan, le grand prêtre chibchas - Jacques Frantz : Tannabok, le Chef chibchas - Saïd Amadis : Zaragoza - Éric Bergeron : l'acolyte - Bruno Pelletier : interprète des chansons - Bruno Choël : Tulio (premier doublage) - Vincent Ropion : Miguel (premier doublage) - Barbara Beretta : Chel (premier doublage) Source : Allociné |

## Box-office
Le film récolte un peu plus de 76 432 727 dollars dans le monde, dont 50 863 742 aux États-Unis, pour un budget de production de 95 millions de dollars.

## Accueil critique
Le film reçoit des critiques mitigées à sa sortie.
Longtemps après la sortie du film, en 2011, le site agrégateur de critiques Rotten Tomatoes lui donne une note moyenne de 49 sur 100 fondée sur 101 critiques de presse. En 2016, sur le site Allociné, il reçoit la note de 3,7 sur 5 à la suite du vote de 941 spectateurs.

## Autour du film
- Le film comporte un certain nombre d'éléments inspirés du conte philosophique Candide de Voltaire, notamment à propos du fleuve souterrain permettant d'accéder à la cité et du souverain d'Eldorado humaniste et toujours prêt à aider. Aussi, tout comme Candide et son valet Cacambo, les héros quittent-ils la cité avec beaucoup de richesses, mais les perdent en route.

- L'une des coutumes Chibcha étant à l'origine du mythe d'Eldorado est présentée dans le film, lorsque les indigènes lancent des objets précieux dans un cours d'eau.

- En observant bien le livre des prophéties de Tzekel-Khan, après le match du jeu de balle, (vers les 57 minutes 30 du film) on aperçoit au détour des pages le logo des studios Dreamworks (l'homme qui pêche depuis la lune) en dessin.